# Bucklandiella angustissima
Bucklandiella angustissima là một loài Rêu trong họ Grimmiaceae. Loài này được Bednarek-Ochyra & Ochyra mô tả khoa học đầu tiên năm 2011.